# Tombusviridae
Famille
Genres de rang inférieur
- Calvusvirinae
  - Umbravirus
- Procedovirinae
  - Alphacarmovirus,
  - Alphanecrovirus,
  - Aureusvirus,
  - Avenavirus,
  - Betacarmovirus,
  - Betanecrovirus,
  - Gallantivirus,
  - Gammacarmovirus,
  - Macanavirus,
  - Machlomovirus,
  - Panicovirus,
  - Pelarspovirus,
  - Tombusvirus,
  - Zeavirus
- Regressovirinae
  - Dianthovirus

Les Tombusviridae sont une famille de virus qui infectent les plantes (phytovirus). Ce sont des virus à ARN linéaire à simple brin à polarité positive. La famille est rattachée à la classe IV de la classification Baltimore  et fait partie du supergroupe des Luteovirus.
L'ARN est encapsulé dans une capside icosaédrique (T=3), composée de 180 unités d'une seule protéine de capside de 27 à 42 K ; les virions ont 28 à 35 nm de diamètre, et ne sont pas enveloppés.
Les virus de cette famille sont essentiellement telluriques, certains sont transmis par des espèces de champignons de l'ordre des Chytridiales, d'autres n'ont aucun vecteur connu.
Les virions peuvent être répandus, selon les espèces de virus, par l'eau, par la croissance des racines dans les sols infectés, par contact entre plantes, par le pollen ou les graines.  Ces virus peuvent aussi être transmis par greffage ou par inoculation mécanique. Les virions et le matériel génétique seul sont également infectieux

## Organisation du génome et réplication
Tous les virus de la famille des Tombusviridae ont un génome linéaire monoparti, à l'exception des Dianthovirus qui ont un génome biparti.  Le génome a une longueur d'environ 4,6 à 4,8 kb, avec une  coiffe (5' cap), et il code de 4 à 6 cadres de lecture ouverts (ORF). La polymérase code un codon-stop (ambre) qui est le site d'un événement de translecture à l'intérieur du cadre de lecture, formant deux produits nécessaires à la réplication. Aucune hélicase n'est codée par le virus.
Les membres de la famille des Tombusviridae se répliquent dans le cytoplasme, en se servant de brins à polarité négative comme modèle.  Le processus de réplication laisse un surplus de brin d'ARN à polarité positive, ce qui laisse penser que l'ARN viral ne sert pas seulement de modèle pour la réplication, mais qu'il est aussi capable de manipuler et de réguler la synthèse de l'ARN.
On a montré que le niveau de synthèse de l'ARN est affecté par les propriétés intramoléculaires de certains éléments de l'ARN, qui incluent des séquences promotrices régulant le site d'initiation de la synthèse du brin d'ARN complémentaire. On pense que ce mécanisme est reconnu par l'ARN polymérase, qui est codée dans le génome[réf. nécessaire]
On a constaté que les Tombusviridae cooptent la glycéraldéhyde 3-phosphate deshydrogénase (GAPDH), qui est une enzyme métabolique de l'hôte, pour l'utiliser dans le centre de réplication. La GAPDH peut se lier avec le brin d'ARN(-) et le maintenir dans le complexe de la réplicase, permettant ainsi que les brins d'ARN(+) synthétisés soient exportés et qu'ils s'accumulent dans la cellule de l'hôte. La régulation de la GAPDH réduit l'accumulation de l'ARN viral, et élimine le surplus des copies d'ARN(+).
Des recherches ont montré que l'infection de plantes par les Tombusvirridae contient des ARN défectifs interférents qui sont issus directement de l'ARN génomique des virus, et non du génome de l'hôte. Ces ARN défectifs interférents viraux, par leur petite taille et leurs éléments  à propriétés intramoléculaires, sont de bons modèles tant in vivo que in vitro pour l'étude de la réplication de l'ARN.
L'ARN sous-génomique (ARNsg) est utilisé pour la synthèse de certaines protéines ; celles-ci sont formées par interruption prématurée de la synthèse de brin d'ARN(-). Des modèles d'ARNsg et d'ARNsg à polarité négative se trouvent dans les cellules infectées.

## Taxinomie
La famille des Tombusviridae comprend les genres suivants :
- sous-famille des Calvusvirinae :
  - Umbravirus ; espèce-type : virus de la marbrure de la carotte,
- sous-famille des Procedovirinae :
  - Alphacarmovirus ; espèce-type : virus de la marbrure de l'œillet,
  - Alphanecrovirus ; espèce-type : virus A de la nécrose du tabac,
  - Aureusvirus ; espèce-type : virus latent du Pothos,
  - Avenavirus ; espèce-type : virus du rabougrissement de l'avoine,
  - Betacarmovirus ; espèce-type : virus du crinkle du navet,
  - Betanecrovirus ; espèce-type : virus D de la nécrose du tabac,
  - Gallantivirus ; espèce-type : virus de la mosaïque du Galinsoga,
  - Gammacarmovirus ; espèce-type : virus de la tache nécrotique du melon,
  - Macanavirus ; espèce-type : virus de la striure nécrotique du Furcraea,
  - Machlomovirus ; espèce-type : virus de la marbrure chlorotique du maïs,
  - Panicovirus ; espèce-type : virus de la mosaïque du Panicum,
  - Pelarspovirus ; espèce-type : virus des arabesques du Pelargonium,
  - Tombusvirus ; espèce-type : virus du rabougrissement de la tomate,
  - Zeavirus ; espèce-type : virus de la striure nécrotique du maïs
- sous-famille des Regressovirinae : 
  - Dianthovirus ; espèce-type : virus des taches annulaires de l'œillet

## Référence biologique
- (en) ICTV : Tombusviridae  (consulté le 1er février 2021)